# 费利克斯·洛赫
费利克斯·洛赫（德語：Felix Loch，德語發音：[feːlɪks lɔx]，1989年7月24日—），德國男子雪橇運動員，曾获得奧運金牌。從1995年開始參加賽事，2006年開始成為國家代表隊員。他在世界雪橇錦標賽奪得九面獎牌，包括八面金牌（男子單人：2008、2009、2012，2013；混合團體：2008、2009、2012、2013）和一面銀牌（男子單人：2011）。羅克在2008年以18岁的年紀奪得男子單人金牌。他為奧運雪橇史上最年輕的金牌得主。